# Ruta Provincial 2 (Río Negro)
La Ruta Provincial 2 es una carretera de jurisdicción provincial ubicada en el este de la provincia de Río Negro. Tiene dirección norte-sur y une la ruta nacional 250 (cerca del río Negro) con la costa Atlántica pasado por San Antonio Oeste y Las Grutas. 
La ruta tiene dos tramos pavimentados: uno desde la ruta nacional 250 hasta San Antonio Oeste y otro desde esta ciudad hasta el balneario de Las Grutas. A partir de allí hacia el sur es un camino de ripio o de tierra. 
Además del tráfico natural de la zona, la Ruta Provincial 2 agrupa el 70% de la totalidad del tránsito de la producción del Alto Valle hacia el puerto de San Antonio Este. Pero además es un corredor turístico de relevancia, conectando el norte con  los destinos de playa de la Costa Atlántica.
Sobre esta ruta, en el segundo tramo, circula la línea 4 del transporte público de pasajeros que conduce de San Antonio Oeste hacia Las Grutas y viceversa.

## Localidades
Los pueblos, playas y ciudades por los que pasa este ruta de norte a sur son:

### Primer Tramo
Asfaltado completamente.

#### Departamento San Antonio
- Paraje El Solito - Empalme Ruta Nacional 250 (km 0)

#### Departamento Conesa
- Salina del Gualicho (km 52)

#### Departamento San Antonio
- Empalme Ruta Nacional 251 (km 92)

A partir de aquí se continua por la Ruta Nacional 251 hacia el cruce con la Ruta Nacional 3 y por la Ruta Nacional A026 (de acceso a San Antonio Oeste) hasta llegar a otra rotonda con el segundo tramo de la RP2. 

### Segundo Tramo
Asfaltado hasta el km 108, enripiado hasta el km 120, huella hasta el km 184, enripiado hasta el final.

#### Departamento San Antonio
- San Antonio Oeste (km 93)
- Aeropuerto Antoine Saint-Exupéry (km 97)
- Las Grutas (km 103 a 108) - Avenida Costa Ballenas, Avenida Río Negro, calle Cerro Banderita, calle Sierra Pailemán
- Villa Eugenio (km 108)
- Piedras Coloradas (km 110)
- La Morella (km 112)
- Los Chañares (km 113)
- El Buque (km 114)
- El Sótano (km 116)
- Fuerte Argentino (km 143)
- Área Natural Protegida Complejo Islote Lobos (km 184)
- Bahía Pozos (km 201)
- Playas Doradas (km 212)
- Playa La Isla (km 214)
- Playa Bonita (km 215)
- Playa de los Suecos (km 217)
- Urbanización Costa Dorada (km 219)
- Playa Las Casitas (km 219)
- Puerto Punta Colorada (km 221)
- Bahía Dorada (km 244)
- Área Natural Protegida Puerto Lobos (km 246)
- Puerto Lobos (km 263)